# Manuscrits datés
Les Manuscrits datés ou Catalogues des manuscrits datés (CMD) sont un catalogue international de tous les manuscrits en écriture latine portant une mention de lieu, de copiste ou de date antérieurs à 1600. Charles Samaran fonda le projet et dirigea la série française

## Origine, contenu et éditions
Lors du Premier colloque international de paléographie, en 1953, les participants constatent le besoin de fonder l'analyse paléographique sur un ensemble de spécimens dont la date et le lieu de production peuvent être identifiés. Pour chaque manuscrit est fournie une photographie en noir et blanc à l'échelle 1:1, ainsi qu'une description codicologique, une description brève du contenu et une transcription des mentions textuelles avec identification des toponymes et anthroponymes. 
Avec le même objectif, le principe de réalisation est opposé à celui des Codices Latini Antiquiores, puisque l'écriture elle-même n'est pas utilisée en première instance et qu'il est fait appel à des critères internes ou extra-paléographiques pour dater et localiser les manuscrits ou en restituer la provenance intermédiaire.

### Entreprises apparentées
Deux grandes entreprises similaires ont précédé les Manuscrits datés : la première pour les manuscrits antérieurs au IXe siècle, sous le titre de Codices Latini Antiquiores et la seconde pour les actes de la pratique et diplômes de l'Antiquité et du haut Moyen Âge, sous le titre Chartae Latinae Antiquiores.